# シェムガン県
座標: 北緯27度0分 東経90度45分 / 北緯27.000度 東経90.750度

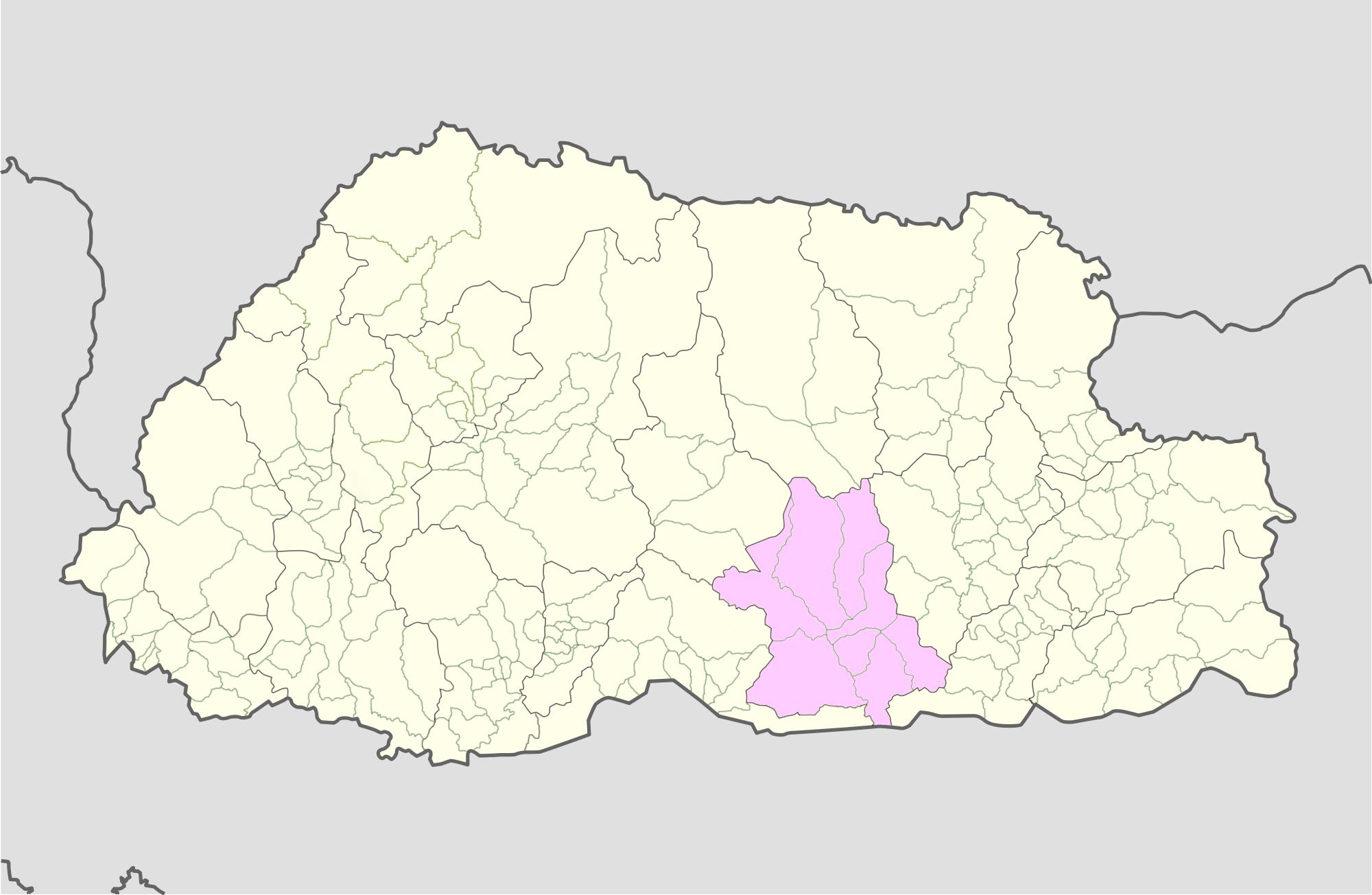
シェムガン県の位置

シェムガン県（シェムガンけん、ゾンカ語:གཞམས་སྒང་རྫོང་ཁག་/ワイリー方式:Gzhams-sgang rdzong-khag）は、ブータン南部の県。
サルパン県、トンサ県、ブムタン県、モンガル県、サムドゥプ・ジョンカル県、アッサム州(インド)に接する。
県都はシェムガン。
面積は2416km2、2013年の人口は2万956人、人口密度は8.6人/km2である。

## 言語
シェムガン県の主要言語はケン語である。
これはケン王朝(1185年～1498年)の公用語である。
ケン語はクルトプ語やヌプビカ語、ブムタン語との繋がりが強く、まとめて「ブムタン諸語」と呼ばれる事が有る。

## 安全保障問題
1990年代初頭、アッサム統一解放戦線(ULFA)がシェムガン県南部の森にゲリラ基地を造り、国境を越えてインドを攻撃していた。
2003年後半、ジグミ・シンゲ・ワンチュク王は軍を率い、ゲリラを県から排除した。
襲撃の危険性を考え、外国人観光客はシェムガン県入域を許可されない。

## 行政区画
シェムガン県が8つの村に分かれる
。
- バルド村（英語版）
- ブジョカ村（英語版）
- ゴシン村（英語版）
- ナンゴル村（英語版）
- ンガングラ村（英語版）
- ファンガル村（英語版）
- シンガル村（英語版）
- トン村（英語版）

## 環境
シェムガン県の殆どは環境保護区である。
トン村はジグメ・シンギ・ワンチュク国立公園に含まれる。
県西部の多くを占めるンガングラ村、ファンガル村、トン村は王立マナス国立公園に含まれる。
北部(ナンゴル村、シンガル村)はスルムシン峠国立公園に含まれる。
3つの国立公園は緑の回廊で結ばれる。

## 詳細資料
- Wangchhuk, Lily (2008). Facts About Bhutan: The Land of the Thunder Dragon. Thimphu: Absolute Bhutan Books. ISBN 99936-760-0-4
- Rigden, Tenzin; Pelgen, Ugyen (1999). "Khenrig Namsum: A Historical Profile of Zhemgang Dzongkhag" (Document). Zhemgang, Bhutan: Integrated Sustainable Development Programme (ISDP). p. 106.
- Office of the Census Commissioner (2006). Results of population & housing census of Bhutan, 2005 / ('Brug gi mi rlobs dang khyim gyi grangs rtsis, 2005). Thimphu: Government of Bhutan. ISBN 99936-688-0-X